# 大叶五室柃
大叶五室柃（学名：Eurya quinquelocularis）为山茶科柃木属下的一个种。

## 扩展阅读
- 維基物種上的相關：大叶五室柃